# Liste de monastères chrétiens bulgares
Cette liste a pour objectif de recenser l'ensemble des monastères bulgares, passés et présents, de toute obédience. La répartition se fait ici par diocèse, éparchie ou évêché, surtout au sens de région traditionnelle.

## Diocèse deVidin(nord-ouest)
- Rakovishki, près de Dimovo, avec ancienne église monastique du 12e siècle
- Izvorski, à Izvor, près deDimovo, très ancien (8e siècle - 9e siècle), reconstruit vers 1650
- Dobridolski, près de Lom, en Dobri Dol
- Broussarski, près de Brusartsi (Lom)
- Gradenichki, près de Montana
- Tchiprovski, près de Montana, voué à Saint Ivan Rilski, datant du 10ème
- Lopoushanski, près de Montana, des années 1830, sur un ancien du 12ème
- Klisurski, près de Varshetz, anciennement monastère Vreshetski, de 1240, voué aux Saints Cyrille et Méthode[1],
- Godetchki, près de Godech
- Razboïchki, près de Godech
- Tcheparlinski, près de Godech
- Saint Archange Michaël, près de Godech
- Dragomanski, près de Godech
- Iskretzki, près de Svoge

## Diocèse deVratsa(nord-ouest)
- Matnichki, nord-ouest,
- Bistretski, nord-ouest,
- Tcherepinshki, sud, près du village de Liutibrod[2]
- Sedemte Prestola, sud-ouest de Vratsa
- Dolnobechovishki, est de Mezdra
- Stroupetzki, est de Mezdra
- Tchekotinski, est de Mezdra, près de Skravena
- Transfiguration Divine, près de Skravena
- Saint Nicola Mirlikliiski, près de Skravena
- Ossenovlachki, les Sept Autels, de 1050-1060[3]
- Maglige, Saint Nicolas Thaumaturge, de 1450-1460

## Diocèse deSofia(centre-ouest)
- Transki, près de Tran, frontière serbe
- Nédélishki, près de Tran
- Bilinski, près de Tran
- Vélinovski, sud de Tran
- Saint Nicolas, sud de Tran
- Guiguinski (Gignski ou Tchernogorski), sud de Tran, Monastère de Zarnogorski (de), Saints Cosmas et Damian
- Saint Prophète Elie, sud de Tran
- Zemenski, 2 km sud-ouest de Zemen , Saint Ivan Théologien
- Radiboshki, est de Zemen
- Peshterski, nord de Zemen
- Jablianski, nord-est de Zemen
- Klisurski, près de Klisura, ouest de Sofia, dédié à Sainte Petka
- Chiyakovski, nord de Sofia
- Ilienski, nord de Sofia
- Saint Théodore Stratilate, nord de Sofia
- Obradovski, Saint Martyre Nina, est-nord-est de Sofia
- Kourilski, nord de Sofia
- Elechniki, près de Elin Perin, est de Sofia
- Botevgredski, près de Pravetz, est de Sofia
- Pravechki, près de Pravetz, est de Sofia
- Etropolski, sud de Etropole, la Trinité[4]
- Zlatishki, près de Zlatitza, est de Sofia (direction Lovech)
- Krémikovski, n25 km au nord-est de Sofia
- Guermanski , près de Guerman, est de Sofia, 10ème s.
- Ravnopolski, sud-est de Sofia
- Bistrishki, sud de Sofia
- Dragalevski, sud de Sofia, à la Vierge de Vitosha[5]
- Kladnishki, sud-ouest de Sofia, sud-est de Pernik
- Vladayski, sud-est de Pernik
- Sainte Pekta, sud-est de Pernik
- Pernishki, sud-ouest de Pernik
- Granishki, sud-est de Kyustendil
- Rouenski, sud-est de Kyustendil

## Diocèse de Névrokope (sud-ouest,Blagoevgrad)
- Boboshevski, nors-ouest de Blagoevgrad
- Troskovski, sud-ouest de Simiti
- Gornobreznishki, ouest de Kresna
- Sandanski, près de Sandanski
- Monastère de Rojen, Rojen, près de Melnik, municipalité de Sandanski, Sainte Nativité de Marie Mère de Dieu[6]
- Petritchki, près de Pétritch
- Gotzedelchevski, près de Gotze Delchev
- Hadjidimoivski, près de Hadji Dimovo, à l’est de Gotze Delchev
- Obidimski, sud-est de Bansko et Razlog
- Batkounski, au nord-est de Velingrad
- Saint George Triomphateur, au nord de Septemviri, à l’ouest de Plovdiv, à l’est de Samokov
- L’Assomption, nord de Dolna Banya (est de Samokov)
- Saint Prophète Elie, nord de Dolna Banya (est de Samokov)
- Saint Etienne, nord de Dolna Banya (est de Samokov)
- Gornavassilshki, nord-est de Dolna Banya (est de Samokov)
- Saint George Triomphateur, sud-est de Samokov
- Saint-Esprit, sud-est de Samokov
- Samokov, Le Suaire de la Vierge,
- Zladishki, près de Sapareva Banya (ouest de Samokov)
- Kokalyanski, sud-est de Sofia, près de Kokalyane, nord-ouest de Samokov
- Saints Pierre et Paul, près de Sarapeva Banya
- Ressilovski, est de Dupnitza
- Monastère de Rila[7]

## Diocèse deLovetch(centre-ouest)
- Slivechki, sud-est de Lovetch
- Batoshevo, L’Assomption, près de Sevliévo et Gabrovo
- Aprilstzi, Présentation de la Vierge, sud-est de Lovetch,
- Novosselski, Assomption de la Vierge Marie, sud-est de Lovetch
- Monastère de Troyan, sud de Lovetch, L’Assomption
- Tétévenski, près de Teteven, sud-ouest de Lovetch
- Glozhenski (Glojenski), près de Glozhene, sud-ouest de Lovetch, Saint George Triomphateur[8]

## Diocèse deVeliko Tarnovo(VT, centre-nord)
- Gtorna Oriahoviza, Saint Prophète Elie, féminin, nord-est de VT
- Arbanassi, Assomption de la Vierge Marie, nord-est de VT, à 5 km
- Arbanassi, Saint Nicolas, à 3 km
- Liaskovski, près d’Arbanassi, Saints Pierre et Paul
- Veliko Tarnovo (nord-est), Saint Nicolas
- Monastère Patriarchal, La Trinité, 7 km nord-ouest de VT
- Monastère de la Transfiguration, sur la Yantra, à 7 km au nord-ouest de VT
- Prissovski, Saint Michel Archange, près de Prisovo, sud de VT
- Prissovski, Saint Pantaleimon, près de Klifarevo, sud de VT
- Kilifarevski, près de Kilifarevo, Nativité de la Vierge, 17 km au sud de VT[9]
- Merdanski, près de Merdanya, sud-est de VT
- Pétropavlovski, est de VT, près de Zlataritza
- Kapinovski, près de Zlataritza, vers Elena, de 1272[10]
- Bouynnyovski, près de Elena
- Marinski, près de Elena, à 13 km de VT, Saints Quarante Martyrs, datant de 1230 environ
- Plakovski, près de Elena, à 18 km de VT, Saint Prophète Elie[11]
- Dryanovski, près de Dryanovo, sud-ouest de VT, Saint Archange Michael[12]
- Monastère Sokolski (de), à 14 km de Gavrovo, près de Tryavna et d’Etara, sud-ouest de VT, L’Assomption ou Dormition de Marie

## Diocèse dePlovdiv(centre-sud)
- Kuklenski, Saints Kosma et Damien, près de Kuklen (Assenovgrad)[13]
- Kalouguerovski, près de Kalougerovo, au nord de Pazardzik
- Belatchinski, sud de Plovdiv
- Monastère de Kuklen (de) Kuklenski, sud de Plovdiv
- Arapovski, Sainte Nedelia, sud-est de Plovdiv, près d’Assenovgrad, fondé en 1856[14]
- Mouldavski, près de Muldava, sud-est de Plovdiv
- Gornovodenski, près d’Assenovgrad, sud-est de Plovdiv
- Monastère de Batchkovo, Batchkovski, près de Bachkovo, sud-est de Plovdiv, à 10 km d’Assenovgrad[15]
- Belotcherkovski, sud-ouest de Plovdiv
- Krimtchimski, près de Krimtchim, au sud-ouest de Plovdiv
- Krastova Gora, près de Laki et Smolyan
- Cloître Saint Jean le Précurseur (Prodrome) de Kardjali (de), dont seule reste l’église, restaurée et consacrée en 2000
- Kardjali, Assomption de la Vierge Marie, est de Kardjali, consacré en 2003

## Diocèse deRoussé(nord-est)
- Svitovshki, Saints Pierre et Paul, près de Svishtov (Danube)
- Svishtovski, Assomption de la Vierge Marie, près de Svishtov
- Koprivetski, près de Koprivetz, au sud de Roussé
- Karanvarborski, près de Borovo, au sud de Roussé
- Ivanono, églises rupestres, près d’Ivanovo, sud de Roussé[16]
- Bassarbovski, près de Bassarbovo, 10 km au sud de Roussé, Saint Dimitar

## Diocèse deStara Zagora(sud-est)
- Sopotski, L’Ascension, nord de Sopot
- Sopotski, couvent féminin, Présentation de la Vierge, dans le centre-ville
- Kaloferski, couvent féminin, partie ouest de Kalofer
- Kaloferski, Nativité de la Vierge Marie, nord-ouest  de Kalofer
- Pavel Banya, Assomption de la Vierge Marie
- Shipkchenski, près de Shipka, nord de Stara Zagora, à 8 km de Kazanlak, Nativité de la Vierge
- Maglizhki, près de Maglizh, nord de Stara Zagora
- Chirpanski, près de Chirpan, sud-ouest de Stara Zagora

## Diocèse deSilistra(nord-est, Mer Noire)
- Aydemirski, sud-ouest de Silistra
- Syanovski, près de Tutrakan (Danube)
- L’Ascension, près de Kamentzi
- Saint Prophète Elie, près de Aleksandrya

## Diocèse deVarnaet Preslaw (centre-est, Mer Noire)
- Sainte Marina, sud de Dobrich
- Sainte Ekaterina, près de Balgarevo
- Monastère d'Aladja (de), à 18 km au nord de Varna, La Trinité
- Monastère de Saints Constantin et Elena (de), à Varna
- Nativité de la Vierge, sud de Varna
- Saint Pantaleymon, sud-ouest de Shoumèn
- Zlatarevski, sur-est de Shoumèn
- Liuliakovski, entre Shoumène et Bourgas

## Diocèse deSliven(sud-est, Mer Noire)
- Sotirski, nord-est de Slivendr
- Kabilenski, nord de Yambol
- Bakadjishki, est de Yambol
- Pomorié, nord de Bourgas, Saint George Triomphateur
- Gornaoezerovski, près de Gornao Ezerovo, près de Sredetz, sud-ouest de Bourgas
- Oustremski, (ou Haidoushki), près de Oustrème, près de Topolovgrad (20 km), La Trinité
- Golyamobukovski, près de Golyamo Bukovo, entre Sredetz et Malko Tarnovo, Sainte Petka ou La Source receveuse de vie